# Coenagrion lunulatum
Coenagrion lunulatum là loài chuồn chuồn trong họ Coenagrionidae. Loài này được Charpentier mô tả khoa học đầu tiên năm 1840.

## Hình ảnh

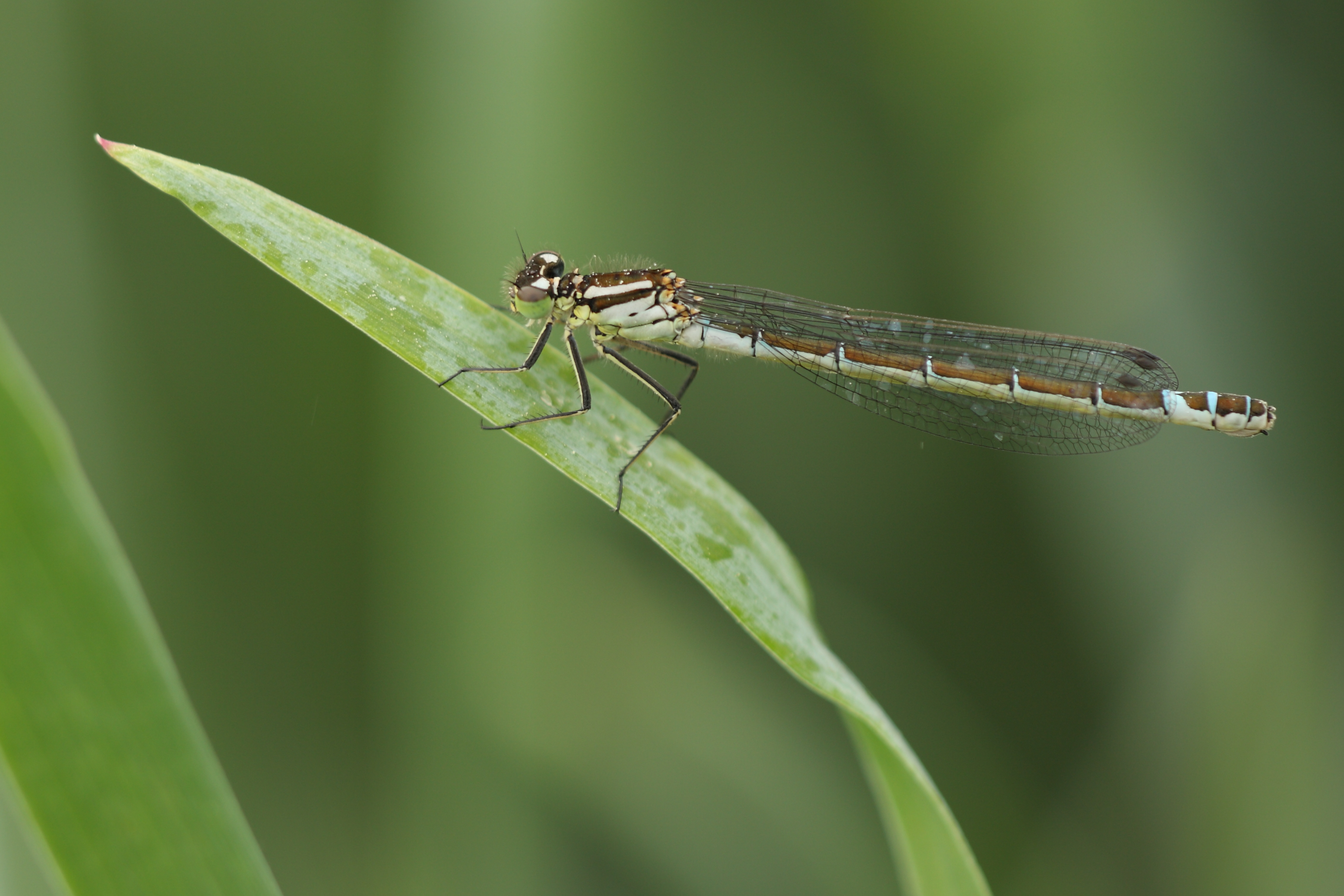
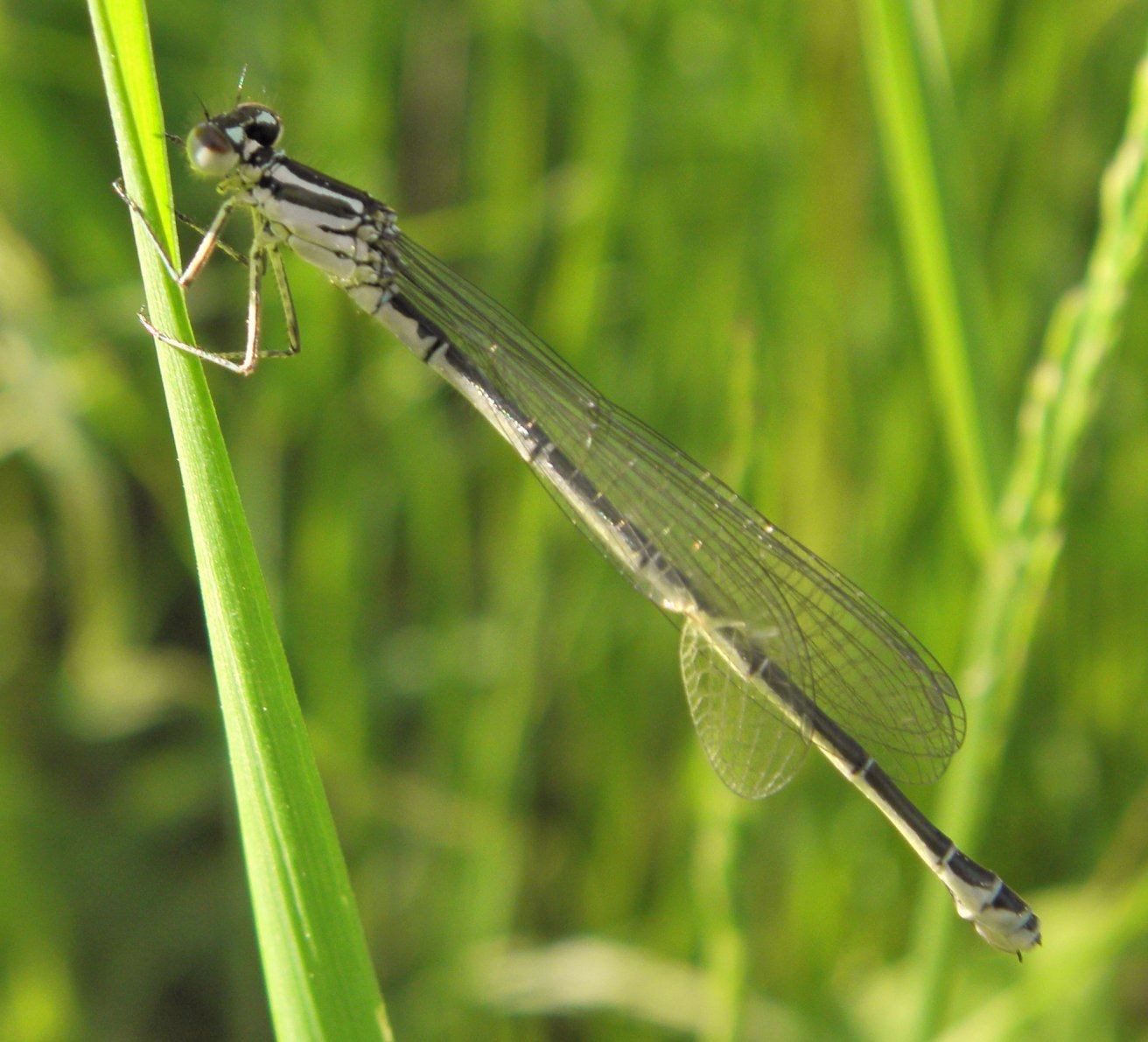